# ژنویو کلونی
ژنویو کلونی (فرانسوی: Geneviève Cluny‎؛ زادهٔ ۱۸ آوریل ۱۹۲۸) هنرپیشه اهل فرانسه است.
از فیلم‌ها یا برنامه‌های تلویزیونی که وی در آنها نقش داشته‌است می‌توان به پسرعموها و خانه پوشالی اشاره کرد.